# Wriezen
Wriezen település Németországban, azon belül Brandenburgban. Lakosainak száma 7200 fő (2023. december 31.).

## Népesség
A település népességének változása:
| Lakosok száma | 7679 | 7259 | 7125 | 7094 | 7221 | 7200 |
|               | 2010 | 2017 | 2020 | 2021 | 2022 | 2023 |